# Yves Plateau
Yves Plateau (België, circa 1955), is een Belgisch striptekenaar, aquarellist en illustrator. Hij tekende aan een aantal reeksen van Jacques Martin met name aan De reizen van Tristan.

## Carrière
Plateau studeerde af aan de Athénée Royale van Binche in 1974 en vervolgde zijn studie aan de universiteit van Luik. Aan het begin van de 21e eeuw begon hij te bewegen naar de realistische strip. Na in 2000 en 2001 enige verhalen te hebben gepubliceerd, ging hij voor Casterman werken in 2002 als inkleurder voor de serie Angie van Cossu en Rodolphe.
In 2003 versterkte hij het team van Jacques Martin. Hij leverde illustraties voor het album De Olympische Spelen in de educatieve serie De reizen van Alex. Plateau startte ook een nieuwe educatieve spin-off geplaatst in de Middeleeuwen: De reizen van Tristan, waarvan het eerste deel, Les Baux de Provence, in 2005 gepubliceerd werd waarvoor hij zowel het tekenwerk als de inkleuring deed. In 2006 volgde Parijs (1); de Nederlandse versie van dit album werd pas in 2014 gepubliceerd. Hierna tekende hij in deze reeks in hetzelfde jaar het album Haut-Koeningsbourg in de Elzas (niet vertaald naar het Nederlands). In 2009, 2010 en 2012 volgden in deze reeks weer drie albums, Paris 2 - Ville Fortifiée, L'Abbaye de Villers en Le Mont-Saint-Michel (alle niet vertaald naar het Nederlands).
In 2008 tekende Plateau op scenario van François Maingoval een fictieve biografie van Nero in het gelijknamige album, dat in het Nederlands terechtkwam in de educatieve serie Historische personages.
In deze periode pakte Plateau parallel andere projecten op, met zelfbedachte karakters in verschillende genres, zoals avontuur, politiek en erotica. Een voorbeeld hiervan is Le crépuscule des guerriers (2011).
In 2013 maakte Plateau samen met Alex Evang het album Aquae Sextiae in De reizen van Alex. Hij leverde ook bijdragen in de educatieve reeks De reportages van Lefranc: De ondergang van het Derde Rijk (2015) en De strijd om de Pacific (2016).
In 2018 realiseerde hij voor de reeks De reizen van Tristan het album Les chemins de Compostelle en in 2019 samen met Olivier Weinberg en Pierre Legein Le château de Malbrouck (beide niet vertaald naar het Nederlands).
Plateau woont in Mons.